# Aeropuerto Internacional Baikal
El Aeropuerto Internacional Baikal (del ruso: Международный аэропорт «Байкал»), anteriormente conocido como Aeropuerto de Ulán-Udé (del ruso: Аэропорт Улан-Удэ) (IATA: UUD, OACI: UIUU) es un aeropuerto internacional situado a 12 km del centro de Ulán Udé, Rusia. 

El aeropuerto, el más importante de la ciudad y de la República de Buriatia, cuenta con una sola terminal con aduana. Con una capacidad de alrededor de 400 pasajeros a la hora, en 2013 el aeropuerto dio servicio a 300.564 pasajeros en 19 destinos domésticos e internacionales.

## Infraestructura

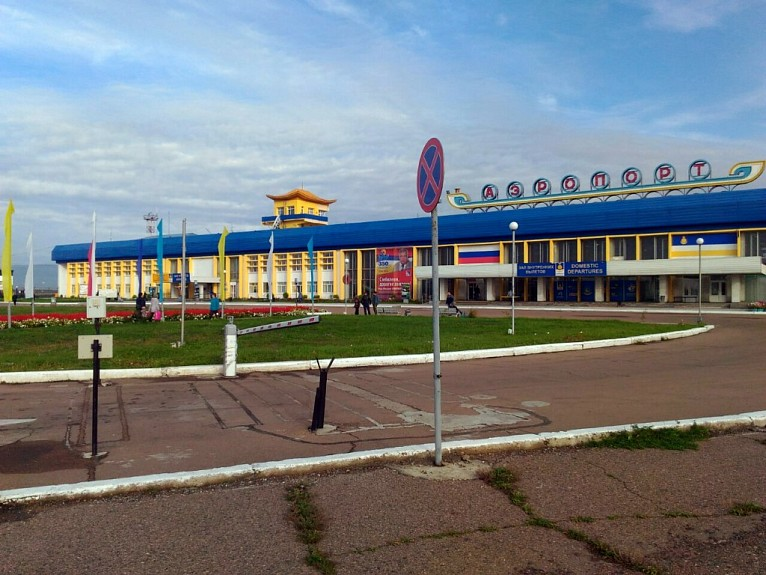
Vista general del edificio del aeropuerto de Ulan-Ude

El aeropuerto mantiene un buen tráfico gracias a su cercanía con el Lago Baikal y su posición estratégica que permite a aeronaves procedentes de la región de Asia Pacífico hacer escala y repostar en su ruta a Europa.
Un proyecto de mejora y ampliación se está llevando a cabo en el mismo. La primera etapa consiste en la habilitación de una nueva pista (08L/26R) más larga, y mejoras en plataformas y terminal, y sería culminada a mediados de 2018.
Mientras tanto a largo plazo, el operador del aeropuerto, Novaport Holding, planea la construcción de una nueva terminal dedicada al tráfico internacional. La fecha de inicio de obras se estima en el año 2021, para finalizar en 2024.
Las obras demandarán una inversión de 1,600 millones de rublos (28,178,000 millones de dólares), y una vez culminadas, el aeropuerto tendrá una superficie de 19.000 metros cuadrados y capacidad para atender a 1,5 millones de pasajeros anuales.

## Aerolíneas y destinos

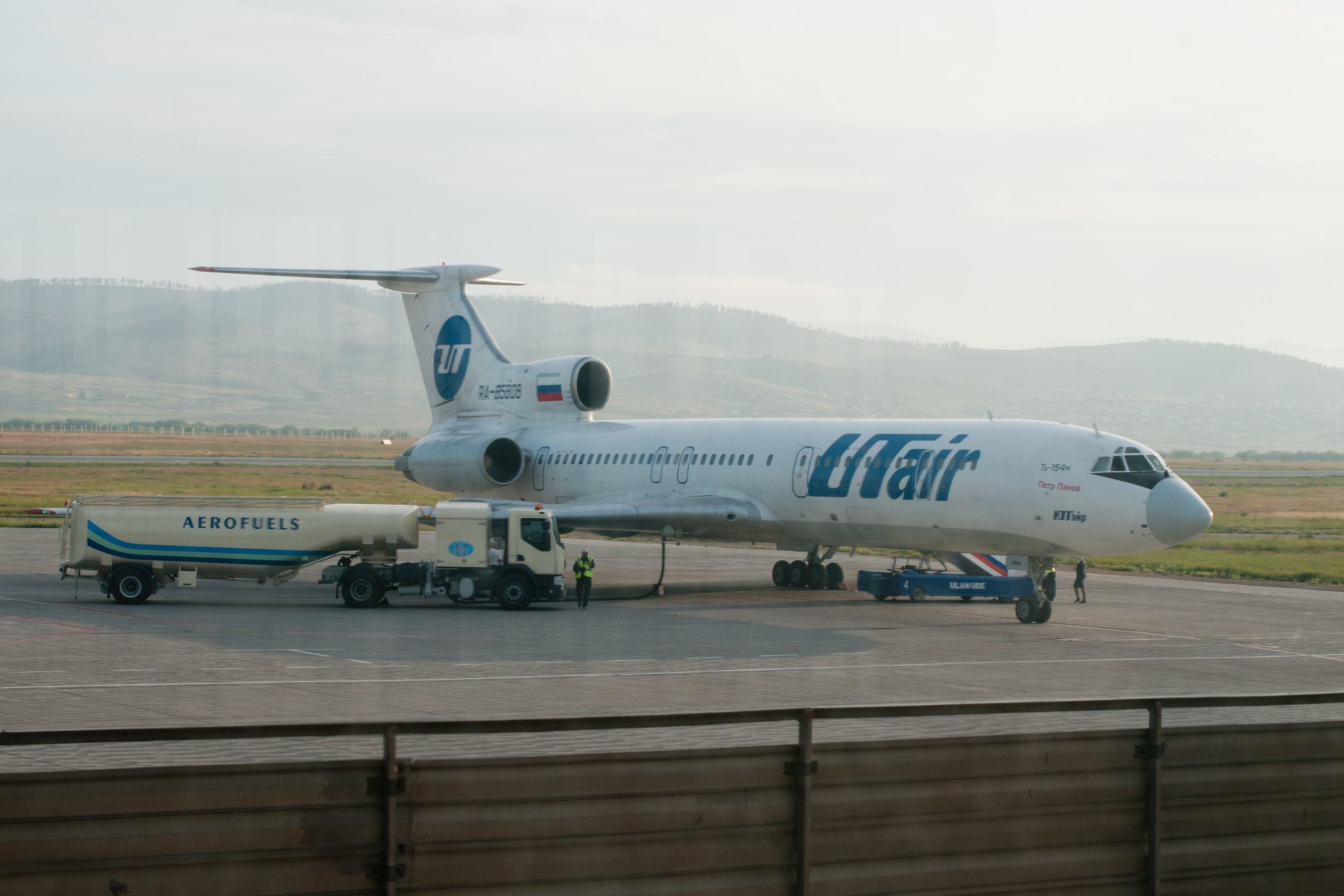
Un Tupolev Tu-154 en el aeropuerto de Ulán-Udé.

| Aerolíneas                     | Destinos                                                                                            |
| ------------------------------ | --------------------------------------------------------------------------------------------------- |
| Aeroflot                       | Moscú-Sheremetyevo                                                                                  |
| Bural                          | Nizhneangarsk, Taksimo                                                                              |
| Bural operado por PANH         | Bratsk, Bagdarin, Irkutsk, Kazachinckoye, Kurumkan, Kyren, Nizhneudinsk, Orlik, Taksimo, Ust-Ilimsk |
| IrAero                         | Irkutsk, Jabárovsk, Krasnoyarsk-Yemelyanovo, Magadan, Manzhouli, Novosibirsk                        |
| NordStar                       | Chita, Krasnoyarsk-Yemelyanovo                                                                      |
| Nordwind Airlines              | Charter temporal: Antalya                                                                           |
| S7 Airlines operado por Globus | Beijing-Capital, Moscú-Domodedovo, Novosibirsk                                                      |
| Ural Airlines                  | Moscú-Domodedovo, Ekaterimburgo                                                                     |
| Yakutia Airlines               | Seúl-Incheon, Yakutsk Temporal:Moscú-Vnukovo                                                        |